# ベイスン・アンド・レンジ

範囲

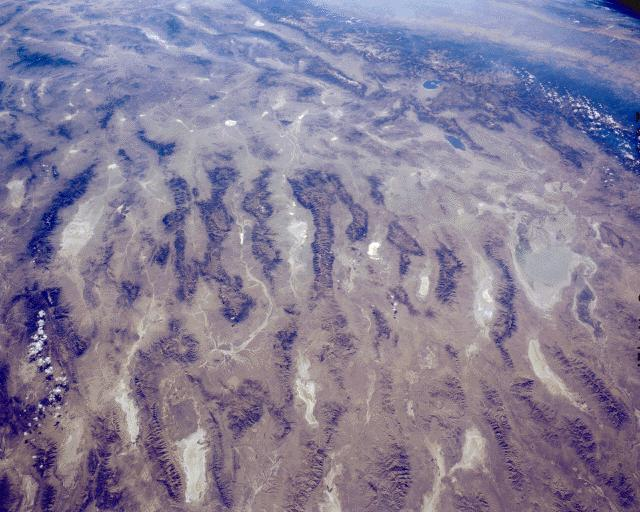
典型的なベイスン・アンド・レンジの地形（ネバダ州）

ベイスン・アンド・レンジ (Basin and Range) は、アメリカ合衆国南西部からメキシコ北西部にかけての、独特の地質をした地域を指す。
ベイスン・アンド・レンジのベイスン (Basin) は盆地、レンジ (Range) は山岳という意味である。事実この地域にはデスヴァレーなどの巨大な渓谷が存在しており、南北方向に細長く伸びる乾燥した谷と山脈が交互に入り組む地形をしている。これは地溝と地塁によるものが主となっている。成因は、ファラロンプレートがConjugateシャツキー海台から分離され、北アメリカプレート下からマントルに沈下することによって、引き戻される力が働き、地殻が伸ばされたことによる。
ベイスン・アンド・レンジはシエラネヴァダ山脈の東方からコロラド高原にかけての地域、およびコロラド高原からバハ・カリフォルニア半島の北部にかけての地域を覆っており、アメリカ合衆国のアリゾナ州、カリフォルニア州、アイダホ州、ニューメキシコ州、テキサス州の全域と、ユタ州のほぼ全て、およびメキシコ合衆国のソノラ州、チワワ州、バハ・カリフォルニア州にまたがっている。グレートベースン、ソノラ砂漠、およびメキシコ高原もまた、ベイスン・アンド・レンジの一部である。